# 施薩·拉莫斯
施薩·拉莫斯（César Arturo Ramos，1983年12月15日—），墨西哥足球球證，出生於錫那羅亞州中部城市庫利亞坎。
他於2006年起擔任墨西哥甲組足球聯賽的球證，隨後於2011年為墨西哥超級足球聯賽執法，蒙特雷對是首場由他裁決的墨超比賽。
他於2014年成為國際足協的國際球證，得以為國際比賽執法。之後，他為多場的2018年世界盃中北美洲及加勒比海區外圍賽執法。此外，他還是2017年世界冠軍球會盃決賽的球證。2018年1月，他獲國際足協選為當屆世界盃的球證之一，巴西對瑞士的分組賽就是由他執法。

## 資料來源
1. ↑  FIFA. "Mexico: Referees" （页面存档备份，存于）.